# 姚文元
姚文元（1931年12月11日—2005年12月23日），浙江诸暨姚公埠人，中国文化大革命时期的重要政治人物，“四人帮”成员之一。原中国共产党、中华人民共和国政治人物，原副国级领导人。曾任中央文化革命小组成员、中央组织宣传组成员、中共中央政治局委员。1976年在怀仁堂事变中被捕，次年被开除中国共产党党籍，1981年被最高人民法院特别法庭判处有期徒刑二十年，剥夺政治权利五年。2005年去世。

## 生平

### 早年经历
1931年12月11日，姚文元生于上海，其父是曾背叛中共的作家、翻译家兼书商姚蓬子。根据中共公开的材料，姚蓬子曾于1927年加入中共，1930年参与创办中国左翼作家联盟，当选「左联」执委兼总务部长，后调入中共中央特科，成为潘汉年的下级。1933年12月，姚蓬子在天津被国民党逮捕押解南京，1934年自首并在国民党《中央日报》发表《脱离共产党宣言》，背叛中共后加入中统，参与编辑国民党背景报刊，与徐恩曾关系密切。
受日本侵华战争波及，姚文元幼年与母亲周修文一起辗转武汉和重庆，1943年秋在重庆沙坪坝南开中学就读初中，日本投降后回到上海，转学上海艺术师范附属中学，初中毕业后考上了大同大学附属中学。1948年1月底，姚文元因受进步同学引导声援同济大学学运而被开除学籍，后考入沪新中学，并在此于1948年10月秘密加入共产党。上海战役后，姚文元公开党员身份，协助中共稳定金融市场，被中共任为《青年报》通讯员。
姚文元在父亲的影响下从小爱好读书。1950年，姚文元高中毕业后决定放弃报考大学，将主要精力用于学习文学理论和撰写文学评论，根据团委安排进入机关工作。

### 上海工作
姚文元曾在中国作协工作。由于胡风和姚蓬子是好友，胡风在建国前常来姚蓬子的「作家书屋」做客，姚文元在少年时期阅读大量胡风作品，一度想成为胡风的入室弟子。1952年8月24日，姚文元任新民主主义青年团卢湾区工委宣传部副部长（行政级别十八级），凭借对胡风的了解，1954年，卢湾区委宣传部曾准备让姚文元对全区干部作宣传胡风文艺思想的报告。随着胡风反革命集团案爆发，姚文元对胡风的立场彻底转变，终止了未发表的报告，并于1955年在文化部主办的《文艺报》发表批判胡风文章《分清是非，划清界线》。同年年初，姚文元在上海文艺界一次批判胡风大会上积极发言，得到张春桥注意，其发言稿在张春桥推荐下在上海《文艺月报》发表，随后张春桥约见姚文元，请他每隔几天写作一篇胡风批判文章，文章在张春桥的影响下频繁发表于《解放日报》和《文汇报》。
1955年4月，潘汉年案爆发，5月，姚蓬子以「胡风分子」和「潘汉年反革命集团分子」的双重身份被公安部六局逮捕审查，次月姚文元也被卢湾区委审干办公室审查，同年年底，由于姚蓬子被结束审查送回上海，姚文元在得到一份「不痛不痒」的审查报告后复职。1956年5月30日，姚文元调职上海市作家协会，任《萌芽》半月刊诗歌编辑。1957年2月6日，姚文元在《文汇报》发表文章《教条和原则——与姚雪垠先生讨论》得到毛泽东的赞许：「最近姚蓬子的儿子姚文元写了一篇文章，我看是不错的。过去我们提倡一家独鸣，那是历史条件决定的，不如此不能打倒国民党20年一家独鸣的理论。」这使姚文元被上海市委器重，1957年3月10日，姚文元作为上海文化界代表团成员在北京受到毛泽东接见，毛泽东将姚文元与李希凡、王蒙作对比，并再度表扬姚文元称「早期的杂文，很多片面性。后来学习马列主义，片面性就很少了。我看，任何人都难免有片面性，青年人也有，李希凡有片面性，王蒙也有片面性。在青年作家中，我看姚文元的片面性比较少。」
1957年中，反右运动爆发，6月10日，姚文元在《文汇报》发文《录以备考──读报偶感》，指出《文汇报》没有把毛泽东接见共青团代表的讲话醒目发表：
|  | 前几天毛主席在接见共青团代表时发表了讲话。讲话虽短，含意却极深远。《解放日报》用特别巨大的铅字和醒目的标题放在第一条新闻，《人民日报》排在当中，标题比《解放日报》要小些，也突出了“团结起来，坚决地勇敢地为社会主义的伟大事业而奋斗。一切离开社会主义的言论行动都是错误的”。但《文汇报》呢，却缩小到简直使粗枝大叶的人找不到的地步，或者看了也觉得这是无足轻重的新闻。其全部地位，大约只有《解放日报》标题用的铅字两个铅字那么大。 |

在毛泽东的指示下，6月14日，该文被《人民日报》发表的文章《文汇报在一个时间内的资产阶级方向》全文转载，称《文汇报》「利用『百家争鸣』这个口号和共产党的整风运动，发表了大量表现资产阶级观点而并不准备批判的文章和带煽动性的报道」。在运动中，姚文元还批判过包括冯雪峰、丁玲、艾青、徐懋庸、秦兆阳、施蛰存、徐中玉、陈涌、王若望、刘绍棠、鲁莽在内的大量知识分子。1958年8月，姚文元调任中共上海市委办公厅管理的《解放》半月刊编委。1962年5月22日，由于《解放》停刊，姚文元调任上海华东局暨市委机关报《解放日报》编委，然而此次调任直到将近一年后的1963年5月10日才登报通告。
至文革之前，姚文元已在各种报刊上发表了字数以百万计的文章，出版了杂文、文学评论等十来种文集，其中以大量批判文为主，包括巴金的无政府倾向、巴人（王任叔）的人性论、周谷城的形式逻辑观、钱谷融的人道主义观和陈恭敏的美学观都曾是姚文元的批判对象，他自身也曾被朱光潜、贺绿汀等作家撰文批评。

### 《评新编历史剧〈海瑞罢官〉》与《评「三家村」》
1965年春，江青前往上海，在柯庆施的协助下开始组织批判《海瑞罢官》的写作班子，姚文元受时任上海市委宣传部部长张春桥推荐成为核心人员，复旦大学历史系教师朱永嘉受张春桥委托协助姚文元查询史料。1965年11月10日，在上海《文汇报》发表《评新编历史剧〈海瑞罢官〉》，批判吴晗并指责其作品《海瑞罢官》是反党反社会主义的「大毒草」。这篇文章引起全国反响，时任中宣部副部长周扬亲自组织议定龚育之、戚本禹、关锋三人响应姚文元，创作批评吴晗和《海瑞罢官》的文章，1966年1月，因周扬发现肺癌住院，许立群接替周扬主管学术批判，许立群将一些海瑞罢官批评材料上交文化革命五人小组，五人小组发表了决定将批评限定在学术界的《二月提纲》，这一提纲随后被毛泽东否决，而姚文元得到毛泽东的青睐:52-67：
|  | 为甚麽姚文元的文章一定要告诉中宣部？一定要向彭真打招呼？中央十中全会不是有决定吗？吴晗写了那麽多海瑞文章，许多鬼戏文章，宣传部为甚麽不要求请示呢？而偏偏姚文元的文章必须打招呼呢？难道阶级斗争还要告诉中宣部和北京市，中央决议不算数？甚麽叫学阀？那些包庇反共知识分子的人就是学阀，不让群众包庇坏人的学阀，包庇吴晗、翦伯赞这些学阀的人就是大学阀。你是阎王，人家是小鬼，人家怕同你联系。现在要打倒阎王，解放小鬼。「中央出修正主义」的「中央」所指不仅北京市、中宣部，凡是不做事，包庇坏人的机关都应解散。五人小组也要解散。我历来主张，凡中央机关做坏事，我就号召地方造反，向中央进攻。各地要多出些孙悟空，大闹天宫。有些人怕孙悟空造反，站在玉皇大帝方面。怕字当头头，非垮台不可。我们要站在孙悟空方面，我们要保护威本禹、关锋、李达、穆欣、姚文元、孙达人等左派。:67 |

4月，中央书记处开会决定起草撤销、批判《二月提纲》的党内通知，并成立文化革命文件起草小组，彭真在会上被康生、邓小平、周恩来、陈伯达批评:68-69。
4月10日至15日，彭真连续向北京市委开会传达毛泽东对《二月提纲》的批评，由于毛泽东把「三家村」列为「包庇坏人」中的「坏人」，彭真要求各级党组织对吴晗、邓拓、廖沫沙展开批判。4月16日，《北京日报》以三个版面的篇幅发表了《关于「三家村」和〈燕山夜话〉的批判》，严厉批判三人「反动」、「向党向社会主义进攻」、「大量宣传了封建阶级和资产阶级的思想」，同时在编者按自我检讨：「本刊、本报过去发表了这些文章又没有及时批判，这是错误的。其原因是我们没有实行无产阶级政治挂帅，头脑中又有资产阶级、封建阶级思想的影响，以致在这一场严重的斗争中丧失立场或者丧失警惕」。然而彭真在同时召开的四月杭州会议被再度批判，《北京日报》的批判「三家村」文章也被中央书记处因「北京市委毫无自我批评」而禁止转载:69-70。1966年5月10日，姚文元在《解放日报》、《文汇报》发表《评“三家村”──〈燕山夜话〉〈三家村札记〉的反动本质》再度批判「三家村」，该文章后被《人民日报》转载。随后，姚文元从《解放日报》编委一跃成为中共上海市委宣传部部长，并加入中央文革小组。

### 文革时期
1966年5月，中央文革小组成立，姚文元入选组员，后代表中央文革小组参加大量演讲接见活动。同年7月，毛泽东决定撤销工作组后，姚文元和张春桥前往北京广播学院（现中国传媒大学）讲话，称「我们揭发了工作组的错误，我们还要继续揭发和批判，彻底清算工作组的错误路线！」。
1966年10月31日，姚文元在鲁迅逝世30周年纪念大会发表题为《纪念鲁迅，革命到底》的演讲，在其中批判周扬借反右派斗争之机，「动员他手下的那一小撮无耻之徒进行了颠倒历史、围攻鲁迅、为『国防文学』这个资产阶级口号翻案的大阴谋」。1967年1月，《红旗》杂志刊登了姚文元的署名文章《评反革命两面派周扬》，批判曾发动胡风案的周扬是「文艺黑线的总头目」。
康平路事件发生后，1967年1月2日，毛泽东决定派张春桥和姚文元以中央调查员的身份前往上海，两人在一月风暴中多次发表讲话，2月5日，上海人民公社成立，张春桥、姚文元参与创作的《上海人民公社宣言》发表：
|  | 上海人民公社，是在毛泽东思想指导下，彻底打碎已被反革命修正主义分子篡夺了专政权力的国家机构，重新创造无产阶级专政的地方国家机构的一种新的组织形式。——姚文元《上海人民公社宣言》 |

2月23日，在毛泽东的授意下，上海人民公社根据2月19日中共中央《关于夺权斗争宣传报道问题的通知》改名为「上海市革命委员会」，姚文元担任革委会副主任。

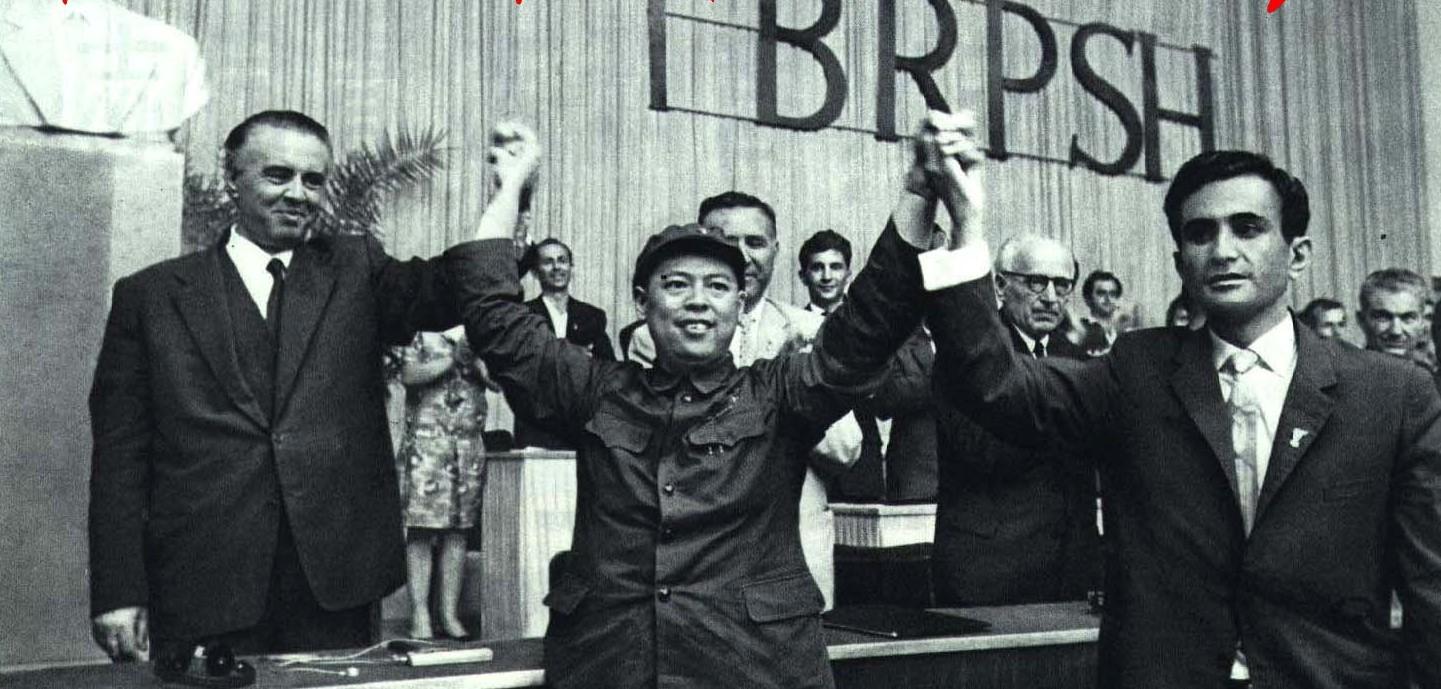
1967年姚文元率队访问阿尔巴尼亚

1967年6月21日，姚文元率领谭厚兰在内的红卫兵代表团出使阿尔巴尼亚，受到霍查等人多次会见，28日参加阿尔巴尼亚青年劳动联盟第五次代表大会，姚文元在会中发表演说。7月10日返回中国。
1967年9月8日，《人民日报》发表了姚文元的署名文章《评陶铸的两本书》批判陶铸。同年年底，姚文元负责起草中共1968年元旦社论《迎接无产阶级文化大革命的全面胜利》，1968年1月1日，该社论经毛泽东审阅后在两报一刊同步发表，其中包含了毛泽东整党建党「五十字纲领」。1968年8月25日，《红旗》发表了姚文元的署名文章《工人阶级必须领导一切》，宣示「一个伟大的斗、批、改的高潮正在到来」，并将毛泽东的「五十字纲领」阐述为毛泽东指出的伟大建党目标，这一表述在毛泽东审改中被肯定：
|  | 中央认为各地都应当这样做。但党组织内不应当再容许查明有据的叛徒、特务和在文化大革命中表现极坏而又死不改悔的那些人，再过组织生活。党组织应是无产阶级先进分子所组成，应能领导无产阶级和革命群众对于阶级敌人进行战斗的朝气蓬勃的先锋队组织。——毛泽东《迎接无产阶级文化大革命的全面胜利》》 |

1969年2月17日，姚蓬子因肺癌逝世，留下约一万元的遗产，姚文元妻子金英和时任上海革委会副主任徐景贤电请姚文元，姚文元表示存款全部归公上交。同年4月28日，姚文元在中共九届一中全会入选中央政治局委员，负责领导文化宣传。
1970年9月，陈伯达在中共九届二中全会上被宣布审查，姚文元接替陈伯达任《红旗》杂志总编，11月，以康生为组长的中央组织宣传组成立，姚文元入选组员。九一三事件后，姚文元参与组织了批林批孔、评《水浒》、「批邓、反击右倾翻案风」等政治运动，组织主管了“池恒”等写作班子。1975年3月1日，姚文元发表了《论林彪反党集团的社会基础》。

### 被捕与审判
1976年9月9日，毛泽东逝世，姚文元入选毛泽东治丧委员会成员。
1976年10月6日，姚文元在怀仁堂事变中被捕并被隔离审查。1977年7月，中共十屆三中全會通過了《关于王洪文、张春桥、江青、姚文元反党集团的决议》，姚文元被永遠開除黨籍並撤銷黨內外一切職務。
1980年12月8日，姚文元在最高人民法院第一审判庭受审，根据特别法庭审判员王文正的回忆，姚文元在审判中「严守着一道防线，那就是只认错，不认罪」「柔中有刚，利用自己对于文字和语言驾驭的能力与法庭周旋。」1981年1月25日，姚文元被中华人民共和国最高人民法院特别法庭认定为“林彪、江青反革命集团主犯”，以“组织反革命集团罪”、“阴谋颠覆政府罪”、“反革命宣传煽动罪”、“诬告陷害罪”，判处有期徒刑20年、剥夺政治权利5年。在法庭的最后陈述中，姚文元称，他犯有错误或严重错误、而非反革命罪行，同林彪及其反革命罪行“挂不到一起”。

### 晚年生活与后事
1996年10月5日，姚文元刑滿出狱，隐居浙江湖州和上海市。
2003年12月，香港《争鸣》杂志发表报道《姚文元四十二万字回忆录被封杀后另起炉灶》，称：「一九九八年六月，姚文元提出，提出，在有生之年有两个愿望：能出回忆录，能重新入党。二○○一年九月，中央有关部门曾准许姚文元出版回忆录，但要送中宣部审核，不准由海外出版」「到了二○○二年初，有关部门就姚文元回忆录的出版提出了「五不准」：不准公开没有解密的党、政、国家机密；不准公开党和国家已故领导人的私人问题；不准公开会引起社会争议，被国际反华势力利用，危害国家声誉的资料；不准公开无法核实真伪的敏感政治问题；不准公开发行」「姚文元用了近八个月的时间，写了五万多字的《回顾与反思》，并澄清了若干重要历史事件的真伪。其中爆出了若干历史真相」。但是该传闻在姚文元去世后的2007年被徐景贤否认：「外界又传说姚文元写了回忆录，也是谣言。他的秘书我很熟，姚文元让他告诉我，他没写回忆录，也没打算写。」
2005年12月23日，姚文元去世，他是最後一位去世的四人幫成員。次年1月6日，新華社發出不足百字新聞稿：「林彪、江青反革命集團案主犯姚文元因患糖尿病，於2005年12月23日病亡。姚文元，男，74歲，於1981年被最高人民法院特別法庭判處有期徒刑20年、剝奪政治權利5年，1996年10月刑滿釋放。」曾为四人帮成员撰写纪实小说的叶永烈说：“新华社消息出来后，美国《洛杉矶时报》等七、八家媒体都有打电话来，我没有接到国内媒体的一个采访电话。”他认为，官方讣闻的发布特意选择周五的下午时间，以周末避开海内外媒体的注意力。
姚文元与妻子合葬于上海青浦区福寿园，墓碑上只有妻子金英的名字，上面的3位女儿、3位女婿等全部只有名字没有姓氏。墓碑是一块黑色大理石，正面刻着四个金色字：“真理真情”。背面刻着一首蝶恋花词：
|  | 遥送忠魂回大地， 真理真情， 把我心涛寄。 碑影悠悠日月裡， 此生永系长相忆。 碧草沉沉水寂寂， 漫漫辛酸， 谁解其中意。 不改初衷常历历， 年年化作同心祭。 |

根据叶永烈推测，词由姚文元本人所写。

## 逸闻
- 姚文元的父亲姚蓬子留下了一笔遗产。1986年，姚文元母亲周修文为继承遗产与家人争吵，当时还在狱中的姚文元劝谕妻子对母亲让步。[28]
- 姚文元形象气质不佳，曾有人说他样子有点像上门收购旧书报杂志的人。[29]

## 作品

### 代表作
- 《评新编历史剧〈海瑞罢官〉》1965年11月上海人民出版社 11074-358
- 《评“三家村”——〈燕山夜话〉〈三家村札记〉的反动本质》 1966年4月 上海人民出版社3074-441
- 《评反革命两面派周扬》，人民出版社一九六七年一月版。
- 《评陶铸的两本书》，人民出版社一九六七年七月版。
- 《论林彪反党集团的社会基础》，1975年3月《红旗》杂志1975年第3期，上海人民出版社一九七五年三月版。

### 专论
- 《革命的军队 无敌的战士——谈谈〈保卫延安〉的几个特点》（读书运动辅导丛书），姚文元著，上海文艺出版社，一九五八年十月初版。全书三三页。
- 《鲁迅——中国文化革命的巨人》（上海文艺丛书），上海文艺出版社，一九五九年九月初版。全书二四七页。一九六四年第五次印刷时改版。全书为二七六页。
- 《纪念鲁迅，革命到底》，上海人民出版社一九六六年七月版。
- 《工人阶级必须领导一切》，人民出版社一九六八年八月版。

### 文集
- 《细流集》（杂文集），上海新文艺出版社，一九五六年六月初版。收文章二十九篇。全书一二七页。
- 《在革命的烈火中》（杂文集），作家出版社，一九五八年四月初版。收文章五十五篇。全书二三〇页。
- 《论文学上的修正主义思潮》（文学评论集），上海新文艺出版社，一九五八年七月初版。收文章十二篇。全书三五九页。
- 《兴灭集》（杂文集），新文艺出版社，一九五九年三月初版。收文章四十六篇。全书一九〇页。
- 《冲霄集》（杂文集），作家出版社，一九六〇年五月初版。收文章四十一篇。全书一六〇页。
- 《新松集》（文艺评论集），上海文艺出版社，一九六二年五月初版。收文章二十一篇。全书三四七页。
- 《想起了国歌》（杂文集），上海文艺出版社，一九六三年七月初版。收文三十五篇。全书一七四页。
- 《文艺思想论争集》，作家出版社上海编辑所，一九六四年九月新一版。收文章十二篇。全书三五六页。
- 《在前进的道路上》（文艺评论集），人民文学出版社上海分社，一九六五年九月初版。收文章二十四篇。全书三六二页。
- 《为革命而生活》（杂文集），人民文学出版社上海分社于一九六六年四月排出校样本，未出版。收文章三十八篇。全书二三〇页。
- 《姚文元言论集》第一辑，一九七六年十二月。收文章十篇。全书八十页
- 网络版《姚文元文录》收1955.6-1976.8的文稿104篇，并附1949.5-1976.4的文章讲话编年目录。大同理想网2005年5月5日第1版
- 文革风云丛书07-08《毛泽东的金棍子——姚文元与文革》（上下册），收1965.11-1976.8的姚文元文稿76篇、存目9篇，2016年6月台湾西西弗斯文化出版公司。

## 家庭
- 父亲：姚蓬子（1927—1969）。1927年加入中共，原上海左联成员。后作为中共特科潘汉年手下负责河北事务。遭人举报后，押解南京受审后认罪。
- 母亲：周修文。
- 妻子：金英（1933年4月28日—1996年8月19日）。上海卢湾区宣传部的干事，与姚文元是同事。1996年8月19日在姚文元出狱前逝世。与姚文元育有三个女儿：
  - 长女：姚金虹
  - 二女：姚丽群
  - 小女：姚继红